# لاسگیهاس (آریزونا)
لاسگیهاس (به انگلیسی: Las Guijas) یک منطقهٔ مسکونی در ایالات متحده آمریکا است که در آریزونا واقع شده‌است. لاسگیهاس ۱٬۰۵۲ متر بالاتر از سطح دریا واقع شده‌است.